# Tuzé de Abreu
Alberto José Simões de Abreu, conhecido como Tuzé de Abreu (Salvador, 21 de fevereiro de 1948) é um cantor, compositor, produtor musical, saxofonista, flautista e médico brasileiro.
Tocou e teve composições gravadas por nomes renomados, como Doces Bárbaros, João Donato, Walter Smetak, Moraes Moreira, Luíz Melodia, Cauby Peixoto, Chico Buarque, entre outros. É parceiro de Tom Zé em "Frevo (Pecadinho)", de 1972, e o autor de "Passarinho", de 1973, música lançada por Gal Costa no álbum Índia, de 1973.

## Carreira
Em 1984, Caetano Veloso fez um versão de sua música Vivendo em Paz. A versão entrou no álbum primeiramente lançado em LP, Velô, o primeiro trabalho em estúdio da Banda Nova, que passou a acompanhar Caetano nos shows e apresentações em público.
Em 24 de janeiro de 2019, lançou o álbum Contraduzindo.
Atualmente, é flautista da Orquestra Sinfônica da UFBA.

### Discografia
- 2001 - Larrálibus Escumálicus Cujolélibus[6]
- 2019 - Contraduzindo[6][7]